# Fofi Gennimata
Fotini (Fofi) Gennimata (Grieks: Φωτεινή (Φώφη) Γεννηματά) (Athene, 17 november 1964 – aldaar, 25 oktober 2021) was een Griekse politica. Ze was de voorzitster van de sociaaldemocratische partij PASOK.

## Leven en werk
Gennimata heeft aan de universiteit van Universiteit van Athene politicologie en bedrijfskunde gestudeerd. Tijdens haar studie was zij van 1982 tot 1987 lid van de Π.Α.Σ.Π., een onafhankelijke centrumlinkse studentenpartij die de belangen van studenten behartigt.
Op 14 juni 2015 volgde zij Evangelos Venizelos op als partijleider van PASOK.
Gennimata kreeg in 2008 de diagnose borstkanker. Ze overleed hieraan op 25 oktober 2021 in een ziekenhuis in Athene. Gennimata liet drie kinderen achter.
- Gemeinsame Normdatei: 1179851722
- Virtual International Authority File: 4938155226758684490002